# Імені 8 Марта (Єрмекеєвський район)
імені 8 Ма́рта (рос. имени 8 Марта, башк. 8-се Март исемендәге) — село у складі Єрмекеєвського району Башкортостану, Росія. Адміністративний центр Восьмимартівської сільської ради.
Населення — 778 осіб (2010; 814 в 2002).
Національний склад:
- росіяни — 48 %
- башкири — 27 %